# 李海植
李海植（：／ Lee Hae-sik，1963年11月13日—），大韓民國自由派政治人物，第21屆韓國國會議員。